# Pachybathron cassidiforme
Pachybathron cassidiforme is een slakkensoort uit de familie van de Cystiscidae. De wetenschappelijke naam van de soort is voor het eerst geldig gepubliceerd in 1853 door Gaskoin.